# پایگاه یکم رزمی هوانیروز کرمانشاه

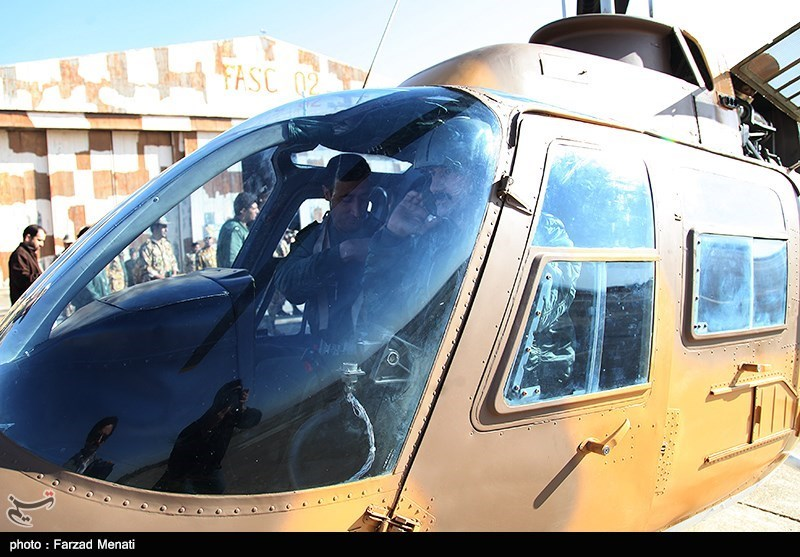
نمونه‌ای از بالگردهای مورد استفاده در پایگاه هوانیروز کرمانشاه

پایگاه یکم رزمی هوانیروز یا پادگان هوانیروز کرمانشاه، یکی از پایگاه‌های عملیاتی هوانیروز ارتش جمهوری اسلامی ایران است که در کرمانشاه واقع شده‌است. براساس سرشماری سال ۱۳۸۵، این پایگاه دارای ۲۰۶۹ نفر جمعیت در قالب ۵۳۹ خانوار است.
این پایگاه به دلیل موقعیت استراتژیک اش، نقش مهمی در جنگ ایران و عراق داشته‌است. پادگان هوانیروز کرمانشاه همچنین در زمان جنگ ایران و عراق چند بار توسط جنگنده‌های ارتش عراق بمباران شد. فرماندهی این پایگاه را سرهنگ خلبان «برزو فرجی» برعهده دارد.